# Río Karasjohka

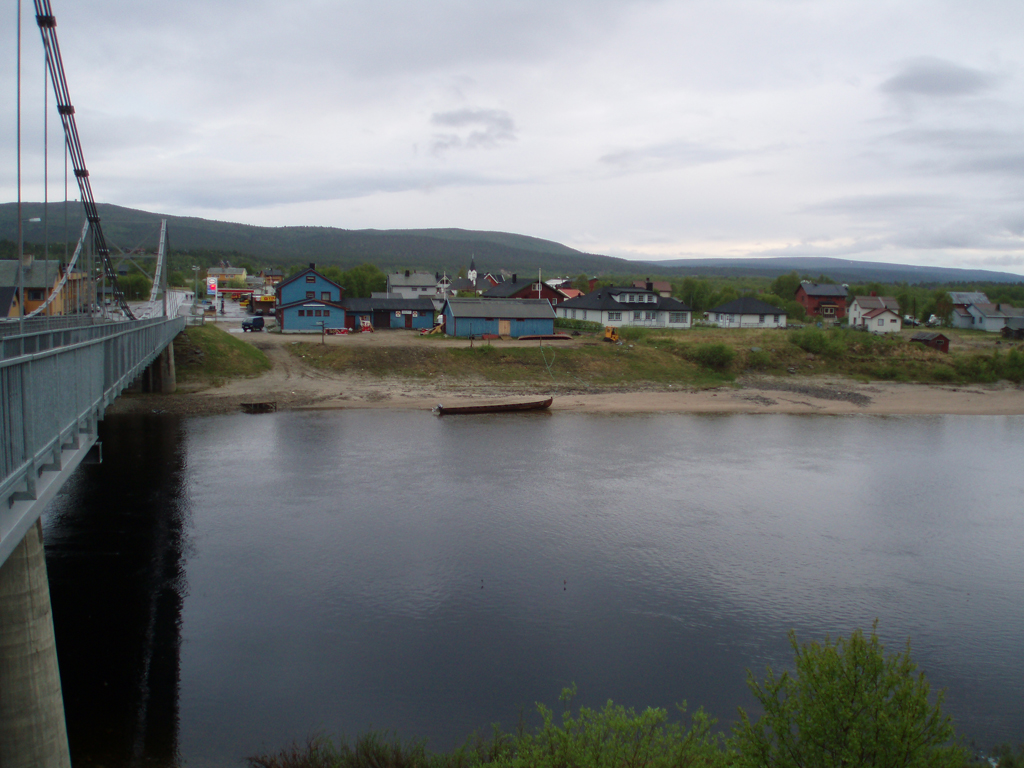
El río en la localidad de Karasjok

El río Karasjohka (en noruego: Karasjohka; en sami septentrional: Kárášjohka) es un río noruego del norte de la península escandinava, una de las fuentes del río Tana y uno de los ríos más importantes que drena la meseta de Finnmark. Administrativamente, discurre siempre por el condado de Finnmark, atravesando los municipios de Kautokeino y Karasjok. Tiene una longitud de 161 km y drena una cuenca de 4948 km². 
El río nace en el pequeño lago Nuorttit Rávdojávri en la meseta de Finnmark, dentro del Parque Nacional Øvre Anarjohka, justo en la frontera con Finlandia. El río fluye hacia el norte a través de los municipios de Kautokeino y Karasjok. A unos 15 kilómetros al oeste de la pequeña localidad de Karasjok, al recibir al río Iešjohka, el Karasjohka se vuelve hacia el este y tras cruzar la localidad que le da nombre, confluye unos 12 km más al este con el río Anarjohka, ya en la frontera entre Noruega y Finlandia, cerca de la localidad finesa de Karigasniemi, dando lugar al nacimiento formal del famoso río salmonero Tana, que acaba desemboca en el fiordo de Tana, en mar de Barents (océano Ártico).
La carretera europea E06 discurre por la ladera septentrional en los últimos 10 km del río.